# سیدوارنجر
سیدوارنجر (انگلیسی: Sydvaranger) شرکت معدن نروژی است، که در سال ۱۹۰۶ تأسیس شد.